# Apogon margaritophorus
Apogon margaritophorus är en fiskart som beskrevs av Bleeker, 1854. Apogon margaritophorus ingår i släktet Apogon och familjen Apogonidae. IUCN kategoriserar arten globalt som livskraftig. Inga underarter finns listade i Catalogue of Life.